# 澎湖金午時花
澎湖金午時花（学名：Sida veronicaefolia）为錦葵科金午時花屬下的一个种。